# 二又一成
二又一成（日语：／ Futamata Issei，1955年3月15日—），日本男性配音員、演員、旁白。出身於青森縣三澤市。身高172cm。B型血。

## 簡介
本名與藝名相同，不一樣的是將日文發音變更為。青森縣立十和田工業高校畢業。東京廣播聲優學院出身。
現在是東京俳優生活協同組合所屬（2003年加入），以前經歷Production河、ARTSVISION、OFFICE WATT。
音域：男中音。為人熟悉的代表配音作品有《機動戰士鋼彈》的克朗普&奧特嘉&安東尼奧·卡拉斯（後來在〈超級機器人大戰系列〉出場）、《忍者哈特利》的小池老師、《金肉人》的金骨人、《高校！奇面組》的出瀨潔、《相聚一刻》主角五代裕作、《機動警察》的進士幹泰、《黃金戰士Gold Lightan》主角黃金戰士、《聖鬥士星矢》系列的史基拉 伊奧&睡眠之神 休普若斯&二級帕拉賽特 歐羅巴、《亂馬½》的五寸釘光、《幸運女神》系列的大瀧、《史上最強弟子兼一》的馬劍星、《死亡筆記本》的火口卿介及《HUNTER×HUNTER (新版)》的旁白等。

### 來歷、人物
早年高中畢業後，以買一台摩托車為目標，前往東京當上班族。1年後實現了存錢買摩托車的心願，然後以進入培育電台DJ的專門學校接受學習起家，正式進入配音業界。
2013年，與小他29歲、同樣從事配音的桐山智花結婚，並於翌年2014年7月3日生下第一個女兒。
此外，二又從《福星小子》聲演重要配角（聲演的角色是拉姆親衛隊成員·矮子）以來，曾在漫畫原作者高橋留美子的青年漫畫改編動畫《相聚一刻》得到主演機會（聲演主角五代裕作）。相聚一刻完結之後，二又他又在《亂馬½》（聲演重要配角五寸釘光）、《犬夜叉》（聲演反派角色鐵鼠）等高橋的其它作品中參演，因此成為高橋留美子作品的常客聲優之一。

### 逸事
二又曾為了加入野澤那智主宰的劇團薔薇座，而與其姊姊相談，卻被誤以為是從事同性戀相關的工作而遭到拒絕。

## 演出
粗體字表示主要角色。

### 電視動畫
年份不詳
- （狐狸）

1978年
- 咪咪流浪記
- （小林二等兵、將校）
- 未來少年柯南（村人、蒙特、士兵、航空母艦乘員、男A 等）

1979年
- 機動戰士鋼彈（奧特嘉、約達克、烏拉干中尉、卡拉哈、里約卡軍曹、庫克·拉薩曹長、柯諾利、辣妹、克拉夫特、傑塔歐、瑪奇、麥迪森、穆力干、朗格、安東尼奧·卡拉斯中尉、辛少尉、強·約翰、奧瑪·方、卡爾、受傷的少年兵、士兵、軍曹、土官、吉翁號技術整備士）
- The☆超人力霸王（隊員、電腦、超人士兵 等）
- 哆啦A夢 (大山羨代版)（小池）
- 未來機械人達爾達尼亞斯（街頭男子）

1980年
- 漫畫山田君（日语：おじゃまんが山田くん）（梅川、棒球社社長〈石原〉）
- 湯姆歷險記（泰德、酋長、小鎮男子）
- 天才小釣手（工作人員）
- 傳說巨神伊甸王（杜巴·布夫、士官、駕駛員、士兵）
- 尼爾斯的不可思議之旅（白鳥、馬、等）
- 無敵機器人 托萊達G7（福田、教員A）

1981年
- 愛的教育（皮特、莫佐尼、水夫長）
- 福星小子 (1981年版)（拉姆親衛隊成員·矮子、梔子、海豚、爸爸 等）
- 怪物小王子 (1980年版)（スケルトン、疫病神 等）
- 銀河旋風突擊隊（盧西歐）
- 黃金戰士Gold Lightan（黃金戰士[10]）
- 戰國魔神豪將軍（黑色眼鏡男子、尼瓦、實況、大衛）
- 太陽之牙達格拉姆（亞倫）
- 太陽的使者 鐵人28號（伊薩姆 等）
- 衝鋒勝平（日语：ダッシュ勝平）（大木、菅野、多聞天、紀一、實況、案內人、男A、攝影師、隊長、K3、高爾夫社員、少年、新入社員、審判、學生A、選手A、男學生、男子社員、天王山隊長、投手、籃球社員、社團社員A、主持人、棒球社員、郵便屋、橫濱南高校隊長）
- 忍者哈特利（小池老師（日语：小池さん））
- 真知子老師（鍋）
- 靈犬雪麗（服務員、士兵、司機 等）
- 六神合體Godmars（伽瑪）
- 汪汪三劍客（門衛）

1982年
- 阿波羅之女（士兵）
- 逆轉一發人（日语：逆転イッパツマン）（千波、社員、中野營業部員、隊員、橫山出張員、小西營業部員）
- 銀河烈風幕臣我（安東·帕拉斯）
- 電子神童（外國人B、主持人、船員B、學生B、客人B、天中老師、實況、店員、兒子、瀏覽者A、遊戲猿、地獄鳥）
- 猿飛小忍者（日语：さすがの猿飛）（錦小路遙、計算機）
- SPACE COBRA（貝爾瑪R78型）
- 戰鬥機甲薩芬格爾（基德·霍拉、蓋洛、蓋伊）
- 心跳今夜（半魚人、醫者A、廣播）
- The♥南瓜酒（男B）
- 魔法公主 明琪桃子（日语：魔法のプリンセス ミンキーモモ）（八木執事、廣播、諾博、貝爾蒙特、賭徒、車掌、理察 等）
- 妖怪人間貝姆2（開盤記者）

1983年
- 伊賀野河馬丸（岡）
- 銀河疾風流離我（暗殺隊隊長、醫生、索爾特）
- 金肉人（キング·トーン、金骨人（日语：キン骨マン）、便器人、錄音機人、長嘴怪獸、阿修羅人（日语：アシュラマン）〈少年時期〉、SW-16、銀白人、天空人、螞蟻、醫生、庫克、囚犯A、拳擊手、SW-26）
- The♥南瓜酒（輕鬆松）
- 裝甲騎兵波德姆茲（格蘭·修米特爾、拉佩、游擊兵B、參謀B、鬥技戰士B、部下A、士兵B、士兵C、警察）
- 特裝機兵多爾巴克（年輕男子）
- 愛麗絲夢遊仙境（小丑、帽子屋）
- 小超人帕門 (1983年版)（助手、叔叔、小孩、店員、犬、男B）
- 無敵三四郎（男子、助手）
- 魔法小天使（男、攝影師、守衛、特技指導）
- 未來警察浦島人（史丁格·夏克）

1984年
- OKAWARI-BOY Starzan S（日语：OKAWARI-BOY スターザンS）（機器人、金太郎、暴走族）
- 怪貓豬油糕（日语：オヨネコぶーにゃん）（貓、爺爺、惡魔、消防員 等）
- 重戰機艾爾鋼（塔克）
- 北斗神拳（兵隊）
- 超時空騎團南十字宮（路易下士）
- 哆啦A夢 (大山羨代版)（脛吉（日语：スネ吉）〈第2代〉）
- 神奇無尾熊（日语：ふしぎなコアラブリンキー）（船員A、郵差）
- 請多指教跑車郎中（日语：よろしくメカドック）（松木千明）
- 藍寶（日语：らんぽう）

1985年
- 蒼藍流星SPT雷茲納（史密斯、軍幹部A）
- 海螺小姐（三郎、乾糧店店長、神戶一美 等）
- 星槍士俾斯麥
- 搞怪拍檔（火箭人）
- 鄰家女孩（白井、老師）
- 超獸機神斷空我（海爾馬特将軍）
- 高校！奇面組（日语：ハイスクール!奇面組）（出瀨潔（日语：出瀬潔）、澤木捲郎）
- 北斗神拳（でかいババァ）
- 魔法妖精貝露莎（車掌）

1986年
- 愛少女波麗安娜物語（哈利律師）
- 鬼太郎（第3作）（烏鴉天狗C、村人B）
- 七龍珠（兔子團員）
- 忍者戰士飛影（接線員）
- Bug甜心（日语：Bugってハニー）
- 天威勇士 克羅諾斯的大逆襲（荷蘭盾、蒸汽機器人、戰俘）
- 相聚一刻（五代裕作）

1987年
- 星戰英豪 激鬥篇（日语：赤い光弾ジリオン）（巴爾加利中尉）
- 萬能怪獸 (1987年版)（下回預告旁白）
- 機甲戰記威龍（上海的服裝店女銷售員）
- 城市獵人（米澤）
- 哆啦A夢 (大山羨代版)（キョーボー）
- 狗仔爺爺 (1987年版)（日语：のらくろクン）（桃太郎）
- 聖魔大戰（手下B）
- 天威勇士（馬赫一陣風）

1988年
- 極速悍將（日语：F (漫画)）（根本）
- 美味大挑戰（花川勇作）
- 聖鬥士星矢（史基拉 伊奧）
- 麵包超人（ウータン）
- 超音戰士Borgman（ウィーリッグ）
- 鐵拳小子（日语：鉄拳チンミ）
- 名門！第三野球部（日语：名門!第三野球部）（齊藤輪大）
- 燃燒吧！哥哥（江之島）
- 鎧傳（毒魔將 那啞挫）

1989年
- 惡魔君（牙齒痛殿下）
- 美味大挑戰（王小龍）
- 烏龍少爺（日语：おぼっちゃまくん）（放屁強盗）
- 搞怪刑事（日语：がきデカ）（栃之暴風）
- 機動警察（進士幹泰）
- 森林王子 少年毛克利（塔巴奎）
- 超時空遊俠（カポネ）
- 彼得潘的冒險（羅伯特）
- 比利犬（日语：ビリ犬）（大池老師）
- 黑色推銷員（上班族）

1990年
- 江戶之子男孩 理解太助（日语：江戸っ子ボーイ がってん太助）（信長）
- 超級劍豪傳（五衛門）
- 人小鬼大特別篇 秋日滿滿!!（田畑耕二）
- 幸福的三丁目（日语：三丁目の夕日）（鬼熊警官 等）
- 平成天才老爹（日语：平成天才バカボン）（支配人、大學生）
- 大耳鼠（托里）
- 魔法天使甜蜜薄荷（日语：魔法のエンジェルスイートミント）（獨角獸）
- 勇者凱撒（蝙蝠、所田壽三郎）
- 至尊勇者（アリバカ）
- 羅賓漢大冒險（約翰親王）

1991年
- 少年劍道王直角（月形）
- 人小鬼大特別篇 夢滿滿!!（田畑耕二）
- 絕對無敵雷神王（ガンターン）
- 黑色推銷員（筧一八）
- 亂馬½ 熱鬥篇（五寸釘光）

1992年
- 大拇指公主（老鼠）
- 奇天烈大百科（西川）
- 妙廚老爹（酒本廉喜）
- 元氣爆發伏魔金剛（トンガッター）
- 人小鬼大（田畑耕二）
- 太空奧茲的冒險（日语：スペースオズの冒険）（秘書）
- 小巫仙（愛德華·勒布朗）

1993年
- 可愛巧虎島
- 歡樂的楊柳鎮（福克）
- 勇者特急隊（トーキチロー）
- 幽☆遊☆白書（蛭江、裏浦島）
- 幽遊白書（蛭江、裏浦島、海藤優、咖啡廳的老闆）

1994年
- 機動武鬥傳G鋼彈（張德勒·舒吉瑪）
- 人小鬼大特別篇 祭滿滿！（田畑耕二）
- 可愛巧虎島（船長、的小孩）
- 幸運超人（螳螂星人、鳥人〈第2代目〉、借金）
- 七海的堤可（尼可羅）
- 勇者警察傑德卡（巴拉克星人）
- 幽☆遊☆白書（海藤優、咖啡廳的老闆）

1995年
- 怪盜Saint Tail（海堂）
- 十二生肖爆烈戰士（蜥蜴）
- 快打旋風II V（多努）
- NINKU -忍空-（白田、虎兒、政二）

1996年
- 無家可歸的孩子蕾米（吉吉）
- 妖精狩獵者（師範代）
- 秀逗魔導士NEXT（康佐爾）
- 哆啦A夢 (大杉羨代版)（小池先生〈代替〉）
- 忍者乱太郎（章魚、行商人、次郎丸）
- 鋼鐵神兵（賈古拉）
- 名偵探柯南（安西守男）
- YAT安心！宇宙旅行（日语：YAT安心!宇宙旅行）（貝茨）
- 勇者指令（炸彈外星人轟炸星人）

1997年
- 金田一少年之事件簿（羽澤星次、仙田猿彥〈赤沼三郎〉、柊兼春、旅館營業員、木根淳也）
- 鬼太郎 (第4作)（畫家）

1998年
- EAT-MAN'98（日语：EAT-MAN）（亞克斯）
- 金田一少年之事件簿（岩野涉、丸山良樹）
- 人小鬼大特別篇 約定的神奇日子（田畑耕二）
- 怪博士與機器娃娃 (1997年版)（橋本）
- 槍神Trigun（惡黨首領）
- 南海奇皇（日语：南海奇皇）（神崎導演）
- 熱沙霸王甘達拉（日语：熱沙の覇王ガンダーラ）（西德尼·阿姆斯）
- 神化嬌嬌女 (新版)（手塚老師、雄性魚、電視播報員、二郎的父親）
- 波波羅古洛伊斯物語（米夏）
- 危險調查員（維普）

1999年
- 金田一少年之事件簿（赤門秀明）
- 葛瑞哥來驚悚秀（日语：GREGORY HORROR SHOW）（骷髏武士）
- 麵包超人（じょんがらくん）
- 週刊故事樂園（日语：週刊ストーリーランド） 老婆婆系列（日语：謎の老婆）「真的垃圾箱」（山田末吉、康夫）
- 神八劍傳（日语：神八剣伝）（銀二）
- 怪獸農場 ～圓盤石的秘密～（日语：モンスターファーム (アニメ)）（艾迪）

2000年
- 金田一少年之事件簿（有頭大介）
- 週刊故事樂園「巨額的誘惑」（森田安雄）
- 幻想魔傳 最遊記（多摩）
- 忍者亂太郎（狐狸臉的盗賊）
- 第一神拳（八戶拳鬥會會長）
- 向阳之树（橋本左內）
- 怪獸農場 ～前往傳說之路～（哈拉和林兄）

2001年
- 人造人009 THE CYBORG SOLDIER（0010）
- 數碼寶貝03馴獸師之王（鐵雞獸）
- PROJECT ARMS（菲斯）

2002年
- 犬夜叉（鐵鼠）
- 小魔女DoReMi 大合奏！（松下綾的父親）
- 閃靈二人組（犯人）
- 魯莽天使（彼得）
- 洛克人EXE（高熱人）

2003年
- 妮嘉尋親記（赫爾曼[11]）
- 聖槍修女（刑事〈惡魔〉）
- 魔法少年賈修（英國紳士）
- The Big O second season（艾倫·加布里埃爾）
- 獸兵衛忍風帖 龍寶玉篇（白蠟）
- 野坂昭如 戰爭童話集「成為風箏的媽媽（日语：凧になったお母さん）」（河童）
- 忍者亂太郎（旅商人）
- 名偵探柯南（古田啓介）
- 洛克人EXE AXESS（高熱人）
- ONE PIECE（拜安、省長）

2004年
- 魔法少年賈修（盧貝特·威爾）
- 麵包超人（干瓢三兄弟的長男〈第2代〉）
- 光之美少女（伊爾科沃）
- 忘卻的旋律（導師）
- 名偵探柯南（波佐見淳）
- MEZZO（日语：MEZZO -メゾ-）（惡堂）

2005年
- 幸運女神（大瀧〈大瀧彥左衛門[注 1]〉）
- 槍與劍（札可達）
- Gallery Fake（日语：ギャラリーフェイク）（哈利·唐納森、吉姆）
- 極速攝殺（日高）
- 名偵探柯南（蝶野晴男）
- MONSTER（諾瓦克三級刑事、超人施泰納）
- 雪之女王（醉漢）

2006年
- 幸運女神 各自的羽翼（大瀧〈大瀧彥左衛門[注 1]〉）
- Code Geass反叛的魯路修（卜部巧雪[12]）
- 小天小天子（日语：こてんこてんこ）
- 海螺小姐（吉米〈初代〉）
- 地獄少女（村井高志）
- 史上最強弟子兼一（馬劍星）
- 決鬥大師 Flash（霍克）
- 蒼天之拳（陳永祥）
- 鬥牌傳說赤木 ～降臨黑暗的天才～（仰木武司）
- 哆啦A夢 (水田山葵版)（貝索）
- 怪醫黑傑克21（約翰的父親）
- 變身公主（四方谷裕史郎的父親）
- 名偵探柯南（輕部福春）

2007年
- 金田一少年之事件簿SP（海谷政夫）
- 獸神演武 HERO TALES-（史明）
- 無敵偵探貴公子（警備員）
- 麵包超人（中華〈第2代〉）
- 死亡筆記本（火口卿介）

2008年
- 再造人卡辛Sins（戴）
- Code Geass反叛的魯路修 R2（卜部巧雪[13]）
- 哆啦A夢 (水田山葵版)（店主）
- 新楓之谷（康恩）

2009年
- 銀魂（御子柴）
- 空中鞦韆（流浪詩人）
- 蠟筆小新（電殺手）
- 蒼天航路（副官）
- 哆啦A夢 (水田山葵版)（チューケンパー）
- 洋葱和尚朝太郎（日语：ねぎぼうずのあさたろう）（沒辦法之助）
- 第一神拳 New Challenger（八戶拳鬥會會長）

2010年
- 只想告訴你（大正）
- 星際寶貝：神奇大冒險 ～最棒的朋友～（教授）
- 世紀末超自然學院（科學家）
- 傳說的勇者的傳說（斯塔奈爾·奈爾菲）
- 名偵探柯南（久間卓哉）
- 熱拳本色1 影道篇（幽鬼）

2011年
- 賭博默示錄 破戒錄篇（坂崎孝太郎）
- HUNTER×HUNTER (新版)（旁白、廣播）

2012年
- 咬屁股蟲（日语：おしりかじり虫）（母）
- HUNTER×HUNTER (新版)（普哈特）
- 冰（中竹）
- BTOOOM！（夏目總一）

2013年
- 靈裝戰士（灰野灰二郎[14]、血腥的食人魔）
- 聖鬥士星矢Ω（二級帕拉賽特 歐羅巴）
- 麵包超人（雪鬼）
- 幕末義人傳 浪漫（次郎吉）
- HUNTER×HUNTER (新版)（佩吉[15]）
- 魔王勇者（使者）

2014年
- 相撲力士!! 松太郎（日语：のたり松太郎）（島田老師、旁白、場內廣播的聲音）
- 寄生獸 生命的準則（倉森志郎[16]）
- 麵包超人（年輪蛋糕先生〈第2代〉）
- 即使如此世界依然美麗（元老·蓋茨比[17]）
- 團地友夫（旁白）
- HUNTER×HUNTER (新版)（盧普·海蘭德、導遊、攀岩者）

2015年
- 咬屁股蟲 (第4期)（日语：おしりかじり虫）（一平）
- 麵包超人（棉花糖爺爺〈第2代〉、和尚〈第2代〉）
- 魯邦三世 (2015年系列)（阿爾多爾夫）

2016年
- 怪盜Joker（狙擊手幻魔）
- 麵包超人（虎徹老人〈第2代〉、島長老）

2017年
- 哆啦A夢 (水田山葵版)（RO-BO）
- 人馬小姐不迷茫（長老）
- 名偵探柯南（染地康克）
- 帶著智慧型手機闖蕩異世界。（黑曜）

2018年
- 救難小英雄24 逆襲的三惡人（平賀源内）
- 麵包超人（アルミはくしゃく）
- 錢進球場（田邊[18]）
- 鬼燈的冷徹 第貳期 其之貳（焙烙齋）
- 魯邦三世 PART5（若澤）
- 奴隸區 The Animation（夜總會店員）
- 刃牙 (第2作)（柳龍光[19]）

2019年
- 龍族拼圖（明石寅吉）
- 消滅都市（善四郎）
- BEM（犬笛男[20]）

2021年
- 鬼滅之刃 無限列車篇（蕎麥麵店老闆）

2022年
- 福星小子（鴉天狗長老、稻草人吾作）

2024年
- 藥師少女的獨語（羅漢的父親）

### 電影動畫
1981年
- 劇場版 機動戰士鋼彈（JQ）
- 機動戰士鋼彈II 哀·戰士篇（克朗普）
- 哆啦A夢：大雄的宇宙開拓史（中學生B）

1982年
- 怪物小王子：惡魔之劍（隊員）
- 機動戰士鋼彈III 相逢宇宙篇（士兵A）
- 哆啦A夢：大雄的大魔境（士兵A）

1983年
- 福星小子：愛星球之戀（日语：うる星やつら オンリー・ユー）（拉姆親衛隊成員·矮子）
- Crusher Joe（日语：クラッシャージョウ）（頓哥）
- 劇場版 骷髏13
- 劇場版 戰鬥機甲薩芬格爾（基德·霍拉）
- Q版太陽之牙達格拉姆（亞倫）
- 忍者哈特利：忍忍故鄉與大作戰之卷（小池老師（日语：小池さん））

1984年
- 福星小子2：綺麗夢中人（拉姆親衛隊成員·矮子）
- 金肉人：被奪走的冠軍腰帶（日语：キン肉マン 奪われたチャンピオンベルト）（金骨人（日语：キン骨マン））
- 金肉人：大暴動！正義超人（日语：キン肉マン 大暴れ!正義超人）（金骨人）
- 忍者哈特利+小超人帕門：超能力大戰（日语：忍者ハットリくん+パーマン 超能力ウォーズ）（小池老師）
- 名偵探福爾摩斯（史麥利）

1985年
- 福星小子3：情侶樂天派（日语：うる星やつら3 リメンバー・マイ・ラブ）（拉姆親衛隊成員·矮子）
- 金肉人3：正義超人vs古代超人（日语：キン肉マン 正義超人vs古代超人）（金骨人）
- 金肉人：逆襲！宇宙隱形超人（日语：キン肉マン 逆襲!宇宙かくれ超人）（金骨人）
- 金肉人：愉快的身影！正義超人（日语：キン肉マン 晴れ姿!正義超人）（金骨人）
- 忍者哈特利+小超人帕門：忍者怪獸吉波VS奇蹟蛋（日语：忍者ハットリくん+パーマン 忍者怪獣ジッポウVSミラクル卵）（小池老師）

1986年
- 福星小子4：鬼姬傳說（日语：うる星やつら4 ラム·ザ·フォーエバー）（拉姆親衛隊成員·矮子）
- 金肉人：紐約千鈞一髮！（日语：キン肉マン ニューヨーク危機一髪!）（金骨人）
- 金肉人：正義超人vs戰士超人（日语：キン肉マン 正義超人vs戦士超人）（金骨人）
- 劇場版 高校！奇面組（日语：ハイスクール!奇面組#劇場版）（出瀨潔（日语：出瀬潔））
- 高爾夫球手猿：超級高爾夫世界的挑戰（泰坦）

1988年
- AKIRA（亞哥）
- 福星小子 完結篇（日语：うる星やつら 完結篇）（拉姆親衛隊成員·矮子）
- 銀河英雄傳說：我的征途是星辰大海（菲爾格爾男爵[21]）
- 相聚一刻 完結篇（五代裕作）

1989年
- 機動警察劇場版（進士幹泰）
- 大蜜蜂 HYPER-PSYCHIC-GEO GARAGA（日语：ギャラガ (アニメ映画)）（長老）
- 哆啦A夢：大雄的日本誕生（屋塔貝）
- Hello Kitty的灰姑娘（使者）
- 五星物語（特羅拉）

1990年
- Pokopon的愉快西遊記（日语：ぽこぽん日記）（八戒）

1991年
- 福星小子：聖水奇緣（日语：うる星やつら いつだってマイ・ダーリン）（拉姆親衛隊成員·矮子）
- 武者、騎士、指令 SD鋼彈緊急出擊（日语：武者・騎士・コマンド SDガンダム緊急出撃）（No.3）

1992年
- 亂馬½：決戰桃幻鄉！奪回新娘子!!（日语：らんま1/2 決戦桃幻郷! 花嫁を奪りもどせ!!）（酉簾譚）

1993年
- 劇場版 怪俠佐羅利（コーモリガサ、海賊的部下）
- 機動警察劇場版Ⅱ（進士幹泰）
- 銀河英雄傳說：新戰爭的序曲（菲爾格爾男爵）
- 哆啦美：哈囉小恐龍（朱拉諾辛）

1996年
- 哆啦美與哆啦A夢七小子：機器人學校七大不可思議（艾德）
- 怪醫黑傑克劇場版 超人類（電視播報員）
- 劇場版 咕嚕咕嚕魔法陣（畢斯頓）

1999年
- 金田一少年之事件簿2：殺戮的深藍（大城刑事）

2000年
- 劇場版 幸運女神（大瀧）

2002年
- WXIII 機動警察（進士幹泰[22]）

2006年
- 新SOS大東京探險隊（尾崎昇平）

2009年
- （助）

2011年
- 手塚治虫的佛陀 -美麗的紅色沙漠！-
- 對某飛行員的追憶（海爾曼[23]）

2012年
- 哆啦A夢：大雄與奇跡之島（史奈克）
- （升野的父親）

2013年
- 劇場版 HUNTER×HUNTER -The LAST MISSION-（賈西亞）
- 劇場版 HUNTER×HUNTER 緋色幻影（長老）
- 短暫和平 『永別了武器』（馬爾[24]）

2015年
- 屍者的帝國（旁白[25]）
- UFO學園的秘密（日语：UFO学園の秘密）（溫莫星人[26]）

2017年
- Code Geass反叛的魯路修I（卜部巧雪）

2018年
- Code Geass反叛的魯路修II（卜部巧雪）

2022年
- ONE PIECE FILM RED（比爾丁格·史涅克[27]）

2024年
- 劇場版草莓王子 起始的物語～Strawberry School Festival!!!～[28]

### OVA
1985年
- 福星小子 了子的九月茶會（拉姆親衛隊成員·矮子）
- 輕井澤症候群（日语：軽井沢シンドローム）（地龍）
- GREED（日语：GREED (OVA)）（蓋伊）
- 魔法公主 明琪桃子 夢中輪舞（日语：魔法のプリンセス ミンキーモモ）
- 夢次元獵人芳朵拉（日语：夢次元ハンターファンドラ）（老神官）

1986年
- AI CITY（日语：アイ・シティ）
- 福星小子 I'm THE 小終（拉姆親衛隊成員·矮子）
- 機甲界加里安 鐵之紋章（武將C）
- 超獸機神斷空我 給死者們的鎮魂歌（海爾梅特將軍）
- 暴力傑克 後宮爆擊（日语：バイオレンスジャック#バイオレンスジャック ハーレムボンバー）（雷札）
- 無限地帶23 PARTII 告訴我你·的·秘·密（傑伊斯）

1987年
- 福星小子 夢想製造者因幡登場！拉姆的未來會是!?（日语：うる星やつら 夢の仕掛人 因幡くん登場! ラムの未来はどうなるっちゃ!?）
- elf17（日语：エルフ・17）（廣播）
- 傷追之人（1987～1988，基德、老師）
- （幻峰）
- 新乳霜檸檬系列 e·tude ～雪的鼓動～（隆）
- 極速狂飆（日语：バリバリ伝説）（沖田比呂）
- 魔境外傳雷帝烏斯（日语：魔境外伝レディウス）（朗達）

1988年
- 1磅的福音（岩田）
- 學園便利屋（日语：学園便利屋）（豐田）
- 機動警察（進士幹泰）
- 機動戰士SD鋼彈（日语：機動戦士SDガンダム）（迦夏）
- 新乳霜檸檬系列 e·tudeII ～早春協奏曲～（隆）
- 相聚一刻 移動中的季節（五代裕作）
- 莉娜劍狼傳說（日语：レイナ剣狼伝説）（格爾）

1989年
- 紅牙 Blue Sonnet（日语：紅い牙）（伊那、廣播）
- 怪力少女（部下貳）
- 福星小子 捉住那顆心（拉姆親衛隊成員·矮子）
- 網球甜心 Final Stage（羽野）
- 怪傑佐羅利（佐羅利）
- 搞怪刑事（日语：がきデカ）（栃之暴風）
- （杜朗）
- 強殖裝甲加爾巴（阿普頓）
- 銀河英雄傳說（菲爾格爾男爵）
- Crusher Joe（日语：クラッシャージョウ）（頓哥）
- （磯崎）
- （好雄）
- 野犬奇兵 DOG SOLDIER：SHADOWS OF THE PAST（日语：ドッグソルジャー）（部下）
- Hi-SPEED JECY（日语：ハイスピード・ジェシー）（克羅斯·比爾馬克）
- 爆走賽車場浪漫 TWIN（日语：TWIN）（止）
- （桂木）

1990年
- 奧特曼塗鴉 歡迎來到奧特曼國度！（日语：ウルトラマングラフィティ おいでよ!ウルトラの国）（傑頓、甘達、佐菲、陽戈、超人之王）
- （羅許博士）
- 福山劇場 夏天的秘密
- 認真！（日语：本気!）（桃次）
- 毎天是星期日（穴目）
- 魔動王 最後的魔法大戰（澤拉根）
- 魔物獵人妖子5 光陰霸王之亂（刻魔）
- 頑皮大師（眼鏡）

1991年
- 愛麗絲 ～Monkey Punch的世界～（日语：アリス・ザ・ワイルド）（大政）
- 1月是聖誕節（日语：1月にはChristmas）（坊屋）
- 江口壽史的壽五郎劇場（日语：寿五郎ショウ）（力石、船員）
- 人妖白書「命運的變身」篇（日语：おカマ白書）（田中康之）
- 人妖白書2「真夏的行為藝術」篇（田中康之）
- 奇兵大冒險 風之塔（銀迦）
- 我的天空 刑事篇（日语：俺の空#オリジナルアニメ）（安田一平）
- 雲（錦閻）
- 夢回綠園（男B）
- 吹泡糖危機（米利暗·吉田）
- 魔宮戰場2（道格拉斯·羅斯）
- 相聚一刻番外篇 一刻島始末記（五代裕作）
- 魍魎戰記MADARA（日语：魍魎戦記MADARA）（暴将狼呀）

1992年
- 永遠的法蓮娜（日语：永遠のフィレーナ）（巴特拉）
- 綠色傳奇亂（日语：グリーンレジェンド乱）（拉茲洛）
- 遊（金州富士夫）
- 下載 南無阿彌陀佛是愛的誦詩（日语：ダウンロード 南無阿弥陀仏は愛の詩）
- ！愚連隊（神雷大介）

1993年
- 幸運女神（大瀧學長）
- 8號超人 AFTER（托尼）
- 再造人卡辛（亞克邦）

1994年
- 湘南純愛組！（鬼塚英吉）
- 搞怪拍檔 FLASH（卡門）
- 同級生（坂上一哉）
- 亂馬½ 校園吹起風暴！身材劇變的雛子老師（五寸釘光）

1995年
- 未来超獸FOBIA（佐藤·雷普利諾伊特）

1996年
- （神）
- 紺碧艦隊（補佐官、中岡新太郎）
- TWIN SIGNAL（音井正信）
- 特攻服凶走曲（今井完太）
- Ninja者（日语：Ninja者）（松坂）

1997年
- 鋼鐵神兵NEO（賈古拉）

2004年
- 低俗靈DAYDREAM（日语：低俗霊DAYDREAM）（古賀）

2008年
- 聖鬥士星矢 冥王黑帝斯極樂淨土篇（日语：聖闘士星矢 冥王ハーデス編）（睡眠之神 休普若斯）

2010年
- 亂馬½ 惡夢！春眠香（日语：らんま1/2 悪夢!春眠香）（五寸釘光）

2012年
- 史上最強弟子兼一（2012～2014，馬劍星[29][注 2]）

2019年
- 銀河英雄傳說 Die Neue These 星亂（亞瑟·林奇[30]）

### 網路動畫
2020年
- 無限の住人 -IMMORTAL-（英子彥）

### 遊戲
年份不詳
- 三國志大戰系列（R郭嘉、天啓孫堅、UC公孫瓚、軍師賈詡 等）

1991年
- EFERA & JILIORA The Emblem From Darkness（日语：エフェラ アンド ジリオラ ジ・エンブレム フロム ダークネス）（澤拉納歌手、聲音）

1992年
- Dragon Half（日语：ドラゴンハーフ）（玫瑰經）[注 3]
- 亂馬½ 爆烈亂鬥篇（日语：らんま1/2 爆烈乱闘篇）（五寸釘光）[注 4]

1993年
- 機動警察 ～Griffon篇（進士幹泰）

1994年
- 阿爾納姆之牙 獸族十二神徒傳說（日语：アルナムの牙 獣族十二神徒伝説）（巴索、陶邦）
- 星球破壞者（日语：スターブレイカー）（羅桑德爾）
- THE TV SHOW（Noppo舞者）

1995年
- 空想科學世界（瘋狂老鷹）
- SOLID FORCE（日语：ソリッドフォース）（翔·正樹）[注 3]

1996年
- 戀愛物語（日语：エーベルージュ）（主人翁的父親）
- 究極倉庫番（のっぽフランクル、Dr.基斯）
- 金田一少年之事件簿 悲報島 新的慘劇（五木陽介、遠藤信、竹內灯妙）
- 虚空漂流尼爾元茲（ヴィルドー·リピッシュ）
- 前進吧！對戰益智球（日语：対戦ぱずるだま#進め!対戦ぱずるだま）（大月老師）
- 星環物語2 魔龍戰爭（貝倫）
- 快打旋風EX（日语：ストリートファイターEX）（骷髏狂人（日语：スカロマニア））
- 洛克人8 金屬英雄們（光光、星象人、手榴彈人）

1997年
- 阿爾納姆之翼 在燒塵之空的彼方（日语：アルナムの翼 焼塵の空の彼方へ）（巴索、陶邦）
- 超值廉價版 貓臉殺人魔 ～第13名偵探（主人翁）
- 超級機器人大戰F（奧特嘉、達）
- 快打旋風EX plus（骷髏狂人）
- 同級生麻雀（坂上一哉、間太郎）
- B線上的艾莉絲（日语：B線上のアリス）（T）
- 相聚一刻（五代裕作）[注 5]
- Linda³ Again（日语：リンダキューブ）
- 洛克人X4（電網蜘蛛、異次元孔雀）

1998年
- AZITO2（1號）
- 機動戰士鋼彈 基連的野望（日语：機動戦士ガンダム ギレンの野望）（克朗普、奧特嘉、聯邦士兵）
- 時鐘塔：鬼頭（日语：クロックタワーゴーストヘッド）（礎等）
- 超級機器人大戰F完結篇（奧特嘉、達、杜帕·布夫）
- 快打旋風EX2（骷髏狂）
- 宙斯 屠殺之心 2nd（日语：カルネージハート#ゼウス カルネージハートセカンド）（蒙德·手澤）
- 神奇傳說 時空道標（日语：ファーランドシリーズ）（讓、B、混混B）
- Fighting Eyes（日语：ファイティングアイズ）（MC）
- 炎之廚師COOKING FIGHTER好（日语：炎の料理人クッキングファイター好）（味四天王 維京）
- 波波羅（日语：ポポローグ）（米夏）
- Linda³完全版（ヒューム·バーニング）

1999年
- 莎木 一章 橫須賀（Chai）
- 超級機器人大戰完全版（奧特嘉）
- 快打旋風EX2 PLUS（骷髏狂人）
- 封神領域（日语：封神領域エルツヴァーユ）

2000年
- SD鋼彈 G世代-F（奧特嘉、克拉茲·謝爾比）
- 永恒的阿卡迪亞（戴·洛柯）
- 機動戰士鋼彈 基連的野望 吉翁的系譜（日语：機動戦士ガンダム ギレンの野望）（克朗普、奧特嘉、阿波利·貝伊）
- 日昇英雄譚R（日语：サンライズ英雄譚）（奧特嘉）
- 超級機器人大戰α（奧特嘉、達、強化兵）
- 快打旋風EX3（骷髏狂人）

2001年
- SD鋼彈 G世代-F.I.F（克拉茲·謝爾比）
- 日昇英雄譚2（毒魔將納亞札）
- Simple角色2000系列 Vol.5 高校！奇面組（日语：ハイスクール!奇面組） THE 氣墊球（出瀨潔（日语：出瀬潔））
- 吉翁最前線 機動戰士鋼彈0079（日语：ジオニックフロント 機動戦士ガンダム0079）（奧特嘉）
- 超級機器人大戰α for Dreamcast（奧特嘉、達、強化兵）
- 超級機器人大戰α外傳（基德·霍拉）
- 數位福爾摩斯（日语：ディジタルホームズ）（迪克·瑪歐·李）
- Phantom -PHANTOM OF INFERNO-（艾薩克·維斯梅爾）

2002年
- 機戰傭兵3（日语：アーマード・コア3）
- 機動戰士鋼彈 基連的野望 吉翁獨立戰爭記（日语：機動戦士ガンダム ギレンの野望 ジオン独立戦争記）（克朗普、奧特嘉、安東尼奧·卡拉斯）

2003年
- SUNRISE WORLD WAR From日昇英雄譚（霍拉、納亞札）

2004年
- 機動戰士鋼彈 宇宙相逢篇（日语：機動戦士ガンダム めぐりあい宇宙）（奧特嘉）
- 機動戰士鋼彈 鋼彈vs.Z鋼彈（日语：機動戦士ガンダム ガンダムvs.Ζガンダム）（奧特嘉）
- 魔法少年賈修 激鬥！最強的魔物們（日语：金色のガッシュベル!! 激闘!最強の魔物達）（英國紳士、盧貝特·威爾）
- 超級機器人大戰GC（日语：スーパーロボット大戦GC）（奧特嘉、海爾梅特將軍）

2005年
- 機戰傭兵 -Last Raven-（日语：アーマード・コア ラストレイヴン）（如月同盟派、陶樂特·S·蘇帕、Ω）
- 鋼彈戰役（日语：ガンダムバトルタクティクス）（奧特嘉）
- 第3次超級機器人大戰α 終焉之銀河（杜帕·布夫、海爾梅特將軍）

2006年
- SD鋼彈 G世代 PORTABLE（奧特嘉）
- 金肉人 肌肉大獎賽MAX（日语：キン肉マン マッスルグランプリ#キン肉マン マッスルグランプリ）（錄音機人、長嘴怪獸、便器人）
- 幻想水滸傳V（日语：幻想水滸伝V）（迪魯巴·諾姆、巴貝吉、穆拉德）
- 超級機器人大戰XO（日语：スーパーロボット大戦GC）（奧特嘉、海爾梅特將軍）

2007年
- 寶貝萬歲：歡樂派對（日语：あつまれ!ピニャータ 〜レッツ☆パーティー〜）
- 史上最強弟子兼一 激鬥！諸神黃昏八拳豪（馬劍星）
- 地上最強新娘 戀愛的夫婿爭奪戰（門不知和尚）

2008年
- 機動戰士鋼彈 基連的野望 阿克西斯的威脅（日语：機動戦士ガンダム ギレンの野望 アクシズの脅威）（克朗普、奧特嘉、安東尼奧·卡拉斯、阿波利·貝伊、聯邦士兵、軍需產業重役B）
- 金肉人 肌肉大獎賽2 特大碗（日语：キン肉マン マッスルグランプリ#キン肉マン マッスルグランプリ2）（錄音機人、長嘴怪獸、便器人）
- Code Geass 反叛的魯路修 LOST COLORS（卜部巧雪）
- 超級機器人大戰A PORTABLE（奧特嘉）
- 超級機器人大戰Z（基德·霍拉、艾倫·加百列）
- 龍之子VS. CAPCOM 英雄交鋒世代（日语：タツノコ VS. CAPCOM）（黃金戰士Gold Lightan〈銀色戰士〉）
- 高爾夫球手猿（日语：プロゴルファー猿）（泰坦）

2009年
- 機動戰士鋼彈 基連的野望 阿克西斯的威脅V（日语：機動戦士ガンダム ギレンの野望 アクシズの脅威）（克朗普、奧特嘉、安東尼奧·卡拉斯、阿波利·貝伊、聯邦士兵、軍需產業重役B）

2010年
- 蠟筆小新：呆呆忍者傳前進吧！春日部忍者隊！（日语：クレヨンしんちゃん おバカ大忍伝 すすめ!カスカベ忍者隊!）（影）
- TATSUNOKO VS. CAPCOM ULTIMATE ALL-STARS（黃金戰士Gold Lightan〈銀色戰士〉）

2011年
- 機動戰士鋼彈 新基連的野望（日语：機動戦士ガンダム 新ギレンの野望）（克朗普、奧特嘉、安東尼奧·卡拉斯、阿波利·貝伊）

2012年
- 惡魔召喚師 靈魂駭客（日语：デビルサマナー ソウルハッカーズ）（門倉[31]、蘇凱洛）

2013年
- 靈裝戰士（灰野灰二郎[32]）
- 超級機器人大戰Operation Extend（奧特嘉、進士幹泰）
- 聖鬥士星矢 英勇鬥士（日语：聖闘士星矢 ブレイブ・ソルジャーズ）（史基拉 伊奧、睡眠之神 休普若斯）

2015年
- 聖鬥士星矢 鬥士之魂（史基拉 伊奧、睡眠之神 休普若斯）

2018年
- Fighting EX Layer（日语：ファイティングEXレイヤー）（骷髏狂人）

2019年
- 魔法少年賈修 Golden Memories（盧貝特·威爾）

### 廣播劇CD
- 幸運女神（大瀧學長）
- NHK教育 （石原慎一、二又一成）
- 原聲聲優行為藝術系列『shy』
- 我與上司的戀愛物語（古谷誠一郎[33]）
- 金田一少年之事件簿 惡魔組曲殺人事件（麥可·亨利）
- 銀雪 降降（齊藤）
- 金肉人 超人大全集
  - 『丸秘卡式錄音帶大變身 ～錄音機人的主題曲～』（錄音機人）
  - 『金骨輓歌』
- 幻想魔傳 最遊記 第十卷（清一色）
- CD廣播劇精選集 三國志（日语：CDドラマコレクションズ 三國志）（郭嘉奉孝）
- 十兵衛紅變化（日语：十兵衛紅変化）（服部高廣）
- 少年GANGAN 漫畫CD精選⑨魔法提琴手 VOL.3（吉塔）
- 少年GANGAN 漫畫CD精選 轟天突擊隊系列（宮本隊員）
- 快打旋風EX（日语：ストリートファイターEX） 廣播劇CD系列（骷髏狂（日语：スカロマニア））
- 快打旋風ZERO 外傳（肯（日语：ケン・マスターズ））
- 聲優刑事（日语：声優刑事） Vol.1（頭目）
- 中（李劉）
- TWIN SIGNAL（音井正信）
- 美少女纏組（日语：ファイアーウーマン纏組）（犬童直行）
- 炎之蜃氣樓3 給最愛的你（下間賴廉）
- 爆笑吸血鬼VOL.3（張）
- 小巫仙原聲精選（二又一成（艾迪）、鈴木麻巳（瑪莉亞）、岩坪理江（日语：岩坪理江）（讓））
  - Vol.1「子魔女」
  - Vol.3
- 鎧傳 BEST FRIENDS
- 鎧傳 MESSAGE 廣播劇CD 月（毒魔將那啞挫）
- animate卡式錄音帶精選 鎧傳 鬼哭 －永遠的戰役－（毒魔將那啞挫）
- Radio Magazine VOL.3（DJ 二又一成&島本須美）
- 鐵拳對鋼拳 CD有聲書（山下勝嗣）

### 外語配音

#### 演員
史蒂夫·布西密
- 搖滾總動員（英语：Airheads）（雷克斯）
- 謀殺綠腳趾（西奧多·唐納·“唐尼”·克拉巴索斯） ※BD、新DVD版。
- 空中監獄（賈蘭·“喬州屠夫”·格林）※DVD版。

#### 電影
- 猴王大戰七超人（白猴哈奴曼）
- 九死一生（英语：99 and 44/100% Dead）
- 控訴（鮑勃·喬伊納〈史蒂夫·安廷（英语：Steve Antin）〉）※富士電視台版。
- 鐵鹰戰士III：死亡陷阱（英语：Aces: Iron Eagle III）（泰·維伊〈菲爾·路易斯（英语：Phill Lewis）〉）※富士電視台版。
- 航爆死亡角（英语：Airport '77） ※日本電視台版。
- 異形4：浴火重生（約翰·弗里斯〈多米尼克·皮諾（英语：Dominique Pinon）〉）※影碟版。
- 美國風情畫 ※富士電視台版。
- 野獸良民（拉蒙特〈蓋·托利（英语：Guy Torry）〉）
- 現代啟示錄（泰倫·“清掃先生”·米勒〈勞倫斯·費許朋〉）※東京電視台版。
- 披頭歲月（英语：Backbeat (film)）（斯圖爾特·薩克利夫〈斯蒂芬·多爾夫〉）
- 回到未來系列（光頭〈J·J·科恩（英语：J. J. Cohen）〉）※朝日電視台版。
  - 回到未來
  - 回到未來II
- 兵來將擋（英语：Best Defense）（哈維·布蘭克〈馬克·阿諾特（英语：Mark Arnott）〉）※電視播出版[注 6]。
- 偉大的星期三（英语：Big Wednesday） ※日本電視台版。
- 黑美人（英语：Black Beauty (1994 film)）（喬治勛爵）
- 終極保鑣（西·斯佩克特〈加里·凱普（英语：Gary Kemp）〉）※朝日電視台版。
- 瘋狂高爾夫 ※朝日電視台版。
- 角頭風雲（拉林〈維高·摩天臣〉）
- 城市獵人 (1993年電影)（大腳〈單立文〉）※富士電視台版。
- 學校風雲（英语：Class of 1984）（藥房主人〈斯特凡·安格里姆（英语：Stefan Arngrim）〉）※富士電視台版。
- 超級終結者（英语：Class of 1999）（赫克託）※影碟版。
- 彩色響尾蛇（英语：Colors (film)）（惠特〈寇特尼·蓋恩斯（英语：Courtney Gains）〉、署內廣播、JC、男4）※朝日電視台版。
- 鱷魚先生（英语：Crocodile Dundee） ※朝日電視台版。
- 龍族戰神（Tin Tin〈Laurence Mason〉）※東京電視台版[注 7]。
- 特務謎雲（英语：The Debt (2010 film)）（David Peretz／中年時期〈希朗·漢德〉）
- 三角洲部隊3：殺戮遊戲（英语：Delta Force 3: The Killing Game）（Pietre〈Mark Ivanir〉）※東京電視台版。
- 戴安娜（Patrick Jephson〈Charles Edwards〉）
- 荊軻刺秦王（燕丹子丹〈孫周〉）
- X接觸：來自異世界（Yevgeny Nourish〈Don McKellar〉）
- 玩命關頭 ※朝日電視台版。
- 龍騰虎躍
- 致命的敵對（貝克曼）
- 十三號星期五5（英语：Friday the 13th: A New Beginning）（Vinny、警官）※朝日電視台版。
- 十三號星期五8（英语：Friday the 13th Part VIII: Jason Takes Manhattan）（Julius Gaw〈V. C. Dupree〉）※影碟版。
- 選情告急（Rick Davis〈彼得·邁克尼科爾〉）
- 逃出絕命鎮（Dean Armitage〈布萊德利·惠特福德〉）
- 亡命大煞星（英语：The Getaway (1994 film)）（Jim Deer Jackson〈大衛·摩斯〉）※影碟版。
- 魔鬼剋星2（Janosz Poha博士〈Peter MacNicol〉）※富士電視台版[注 8]。
- 油脂（Doody〈Barry Pearl〉）※朝日電視台版。
- 旗鼓相當（Jim Lampley）
- 1996暴力衝鋒隊（英语：Harley Davidson and the Marlboro Man）（Jimmy Jiles〈吉安卡洛·伊坡托〉）※VHS版。
- 地獄之夜（英语：Hell Night）（彼得·貝內特〈凱文·布洛菲（英语：Kevin Brophy）〉）
- 雙雄（歐陽海〈吳鎮宇〉）
- 挑戰者
- 超時空聖戰（英语：Highlander: Endgame）（荊軻〈甄子丹〉）
- 親愛的，我把孩子放大了（英语：Honey, I Blew Up the Kid）（韋恩·薩林斯基〈里克·莫拉尼斯〉）※影碟版。
- 親愛的，我把我們縮小了（英语：Honey, We Shrunk Ourselves）（韋恩·薩林斯基〈里克·莫拉尼斯〉）
- 五行終結者（英语：Invincible (2001 TV film)）（教授〈Barry Otto〉、Tojo Sakamura）
- 鐵鷹F-16續集（英语：Iron Eagle II）（Doug "Thumper" Masters〈Jason Gedrick〉）
- 攔截人魔島（英语：The Island of Dr. Moreau (1996 film)）（Azazello〈Temuera Morrison〉）※朝日電視台版。
- 寶貝福星（英语：Johnny Dangerously）（Vendor〈Ray Walston〉）※日本電視台版。
- 蟑螂總動員（英语：Joe's Apartment）
- 森林王子（英语：The Jungle Book (1994 film)）（約翰·威爾金斯〈傑森·弗萊明〉）※VHS版。
- 小子難纏2（英语：The Karate Kid Part II）（丹尼爾·拉魯索（英语：Daniel LaRusso）〈雷夫·馬奇歐〉）※富士電視台版。
- 亡命之徒（英语：Killing Zoe）（艾瑞克〈讓-雨果·安格拉德（英语：Jean-Hugues Anglade）〉）
- 騎士出任務（約翰·費茲傑羅〈彼得·賽斯嘉〉）※劇院公映、朝日電視台版。
- 沉睡不醒的警察（英语：Let Sleeping Cops Lie）（Cazalières警視總監〈Raymond Gérôme〉）※東京電視台版。
- 僵屍墳場（英语：Let Sleeping Corpses Lie (film)）（Lutz〈Xavier Deluc〉）※東京電視台版。
- 靈幻七小寶（日语：ラスト・キョンシー）（吸血鬼哥哥）※VHS版。
- 糊塗福星闖倫敦（英语：The Man Who Knew Too Little）（Uri〈Cliff Parisi〉）
- 瑪麗雪萊之科學怪人（英语：Mary Shelley's Frankenstein (film)）（亨利·克萊瓦爾〈湯姆·哈斯〉）※影碟版。
- 駭客任務系列（鬼怪）※DVD版
  - 駭客任務：重裝上陣
  - 駭客任務完結篇：最後戰役
- 英烈的歲月（英语：Memphis Belle (film)）（克萊·巴斯比〈小亨利·康尼克〉）※WOWOW版。
- 午夜狂奔（Perry〈Tom Irwin〉）
- 巨猩喬揚（英语：Mighty Joe Young (1998 film)）（Pindi〈Naveen Andrews〉）※朝日電視台版。
- 我的保鏢（英语：My Bodyguard）（昆兹）
- 福星高照（黑幫成員〈劉家榮〉）
- 笑彈龍虎榜（諾德伯格〈O·J·辛普森〉）※影碟版。
- 新世界（Edward Wingfield〈大衛·休里斯〉）
- 霹靂煞（Marco〈Jean-Hugues Anglade〉）※影碟版。
- 前進高棉（Crawford〈Chris Pedersen〉）※朝日電視台版。
- 警察學校6：解救圍城（英语：Police Academy 6: City Under Siege）（拉維爾·瓊斯〈邁克爾·溫斯洛（英语：Michael Winslow）〉）※TBS版。
- 芝加哥打鬼（英语：The Return of the Living Dead）（史派德〈小米蓋爾·努耐茲（英语：Miguel A. Núñez Jr.）〉）※日本電視台版。
- 神鬼至尊（伊利亞·特雷蒂亞克〈瓦列里·尼古拉耶夫（英语：Valery Nikolaev）〉）※朝日電視台版。
- 搶救雷恩大兵（蒂莫西·E·厄本伍長〈傑瑞米·戴維斯（英语：Jeremy Davies）〉）※影碟版。
- 激情劊子（英语：Sea Of Love (film)）（湯米）※朝日電視台版。
- 漢城72小時（崔主任搜査官）
- 上海之夜 ※VHS版。
- 聖拿河之戰（英语：Shenandoah (film)）（內森·安德森〈查理斯·羅賓森（英语：Charlie Robinson (actor)）〉）※東京電視台版。
- 星際大戰6：絕地大反攻 ※日本電視台版。
- 史黛拉（英语：Stella (1990 film)）（吉姆·烏普特格羅夫〈班·史提勒〉）※影碟版。
- 狠將奇兵 ※富士電視台版。
- 熄燈號（英语：Taps (film)）（羅斯提〈羅斯提·雅各布斯（英语：Rusty Jacobs）〉）
- 忍者龜系列
  - 忍者龜II（英语：Teenage Mutant Ninja Turtles II: The Secret of the Ooze）（拉斐爾）
  - 忍者龜III（英语：Teenage Mutant Ninja Turtles III）（卡西·瓊斯／惠特〈艾理斯·寇迪（英语：Elias Koteas）〉）
- 魔鬼終結者（龐克頭男子A〈布萊恩·湯普森〉、電台節目DJ、汽車旅館停車場客人）※朝日電視台版[注 9]、（馬修·布坎南）※VHS版。
- 德州游俠（英语：Texas, Adios） ※東京電視台版[注 6]。
- 時空旅人之妻（大衛·肯德瑞克博士〈史蒂芬·托波羅斯基（英语：Stephen Tobolowsky）〉）
- 絕命大煞星（迪克·瑞奇〈邁克·拉帕波特〉）※日本電視台版。
- 美國最後之日（英语：Twilight's Last Gleaming）（威拉德〈大衛·貝斯特〉）※東京電視台版。
- 殺手鬧翻天（英语：Up to His Ears） ※東京電視台版。
- 大時代 ※東京電視台版。
- Vollgas (2002年電影)（穆勒）
- 殊不簡單（卡爾·羅夫〈陶比·瓊斯〉）
- 殺神輓歌（牛仔）
- 迷途知返
- 老闆渡假去（理查德·帕克〈喬納森·斯沃曼〉）
- 烽火驚爆線（英语：Welcome to Sarajevo）（柴爾柯〈德拉熱·希瓦克〉）
- 反恐怖戰隊（英语：Who Dares Wins (film)）（馬克〈馬克·瑞安（英语：Mark Ryan (actor)）〉）※朝日電視台版[注 10]。
- 威探闖通關（蠢蛋、達菲鴨）
- 奇謀妙計五福星（死氣喉〈吳耀漢〉）
- 上班女郎（托克爾〈詹姆斯·拉利〉）※影碟版。
- 地球末日戰
- 幽靈賽車手（英语：The Wraith）（史卡克〈大衛·謝里爾〉）※TBS版。
- 少壯屠龍陣（英语：Young Guns (film)）（J·麥克洛斯基〈傑佛瑞·布萊克（英语：Geoffrey Blake (actor)）〉）※富士電視台版。

#### 電視影集
- 鐵證懸案 (第6季)（Darren）
- 神探可倫坡（David Sherwin、警察官、Vince巡査、Collier、AD、警察官）
- 犯罪心理（第2季：Peter Chambers、第6季：Marcus Talbot）
- CSI犯罪現場：邁阿密 (第8季)（Talbots）
- 飛向月球（Dick Gordon〈Tom Verica〉）※NHK版。
- 珍·瑪波 (2004年電視影集)（第1季：Starr）
- 莉琪的異想世界（McGuire家父親／Samuel "Sam" McGuire〈羅伯特·卡拉丁〉）
- 靈媒緝凶 (第6季)（Neal Greybridge〈費舍·斯蒂文斯〉）
- 邁阿密風雲 ※VHS、DVD版。
- 紅矮星號（病患）
- True Blue（英语：True Blue (TV series)）（Frankie Avila巡査〈Eddie Velez〉）
- 雙峰（Bobby Briggs〈Dana Ashbrook〉）
  - 雙峰 The Return
- X檔案（Jason Ludwig）
- 英雄出少年

#### 動畫
- 地球超人（Pontus）
- 救難小福星（甜蜜射線合唱團（英语：Sugar Ray）、Hiram、國王）※新配音版。
- 狡猾飛天德（Gizmoduck）
- 唐老鴨俱樂部（Fenton Crackshell／Gizmoduck）
- 海底總動員（Chum）
- 番茄醬（英语：Ketchup: Cats Who Cook）（Berruti、醃魚、漁師貓、衝浪客 等）
- 長襪子皮皮 (1997年版)（Setter Glenn）
- 星際大戰：DROID的大冒險（ギャフ）※VHS版。
- 新蜘蛛人（太陽火（英语：Sunfire (comics)））※東和視頻版。
- 封神榜（日语：ドラゴン水滸伝）（楊戩）
- 迷你樂一通（Roderick Rat）
- 威利在哪里？（村莊歌手）
- 無敵破壞王（Surge Protector）
- 無敵破壞王2：網路大暴走（Surge protector[34]）

### 特攝影集
1978年
- 恐龍戰隊克塞頓（的聲音）

1989年
- 假面騎士BLACK RX（怪魔的聲音）

1990年
- 特警Winspector（德米塔斯的聲音）

1996年
- 超人力霸王迪卡（旁白、第3話電腦的聲音）
- 激走戰隊車連者（KKS／宇宙高速王馬克斯的聲音）

1997年
- 超人力霸王迪卡（第49話超人力霸王的聲音）

2002年
- 超人七號誕生35週年“EVOLUTION”5部曲（日语：平成ウルトラセブン#ウルトラセブン誕生35周年“EVOLUTION”5部作）（圓盤龍（日语：ナース (ウルトラ怪獣)#その他）的聲音）

2004年
- 特搜戰隊刑事連者（波魯波教官的聲音）

2005年
- 超人力霸王納克斯（第26話實況的聲音）

2006年
- 超星艦隊星神X（的聲音）

2008年
- 炎神戰隊轟音者（害氣目蠻機獸的聲音）

2009年
- 侍戰隊真劍者（覺的聲音）

2012年
- 非公認戰隊秋葉原連者（代代木狹條狡蛛的聲音）

2014年
- 烈車戰隊特急者（追光燈暗影怪的聲音）

2015年
- 手裏劍戰隊忍忍者（上級妖怪的聲音）

### 廣播劇
- 青春冒險（日语：青春アドベンチャー） オルガニスト（メルクリン）
- FM劇場（日语：FMシアター） 
- VOMIC 銀河巡警JACO（大盛）

### 旁白
- 超人力霸王地帶（日语：ウルトラゾーン (テレビ番組)）（2011年，神奈川電視台 等）
- NNN記錄片（日语：NNNドキュメント）
- 可果美 廣告「植物性乳酸菌 Light」
- 高知縣立歷史民俗資料館（日语：高知県立歴史民俗資料館）「長宗我部元親本陣劇場」（香宗我部親泰）
- 高橋名人的有趣領域（日语：高橋名人の面白ランド）
- 不毛地帶（2009年－2010年，富士電視台）
- 超ムーの世界（2014年，娛樂～TV（日语：エンタメ〜テレ☆シネドラバラエティ））
- 「輝守 ～山古志 ～」（2014年，NHK新潟放送局）
- 週四特輯（日语：木曜スペシャル）「探訪！京都巡礼 ～結界守都秘密～」（2014年7月3日，BS日視）
- 週四特輯「探訪！京都巡礼2 ～朝廷 vs 武家 力者信秘密力～」（2014年12月4日，BS日視）
- 地球！ ～奇怪界裁判～（2015年，TBS）

### 電視劇
- 向太陽怒吼！（日语：太陽にほえろ!）
  - 第311話「運命」（1978年）
  - 第350話「高校時代」（1979年）
  - 第424話「拳銃追！」（1980年）－相原、混混

### 電視節目
- 喬治·波特曼的平成史（日语：ジョージ・ポットマンの平成史）（喬治·波特曼的日語配音，東京電視台）
- 日本全國徹底調査！喜歡的動畫百選（日语：日本全国徹底調査!好きなアニメランキング100）（VTR出演）
- 30位動畫人物角色的臉讓你一次看個夠 春季新作特輯（日语：大胆MAP）（在節目中介紹二又他的配音代表作《相聚一刻》主角五代裕作、《金肉人》角色金骨人，朝日電視台，2008年4月6日播出）

### 舞台
- 劍崎
- 最遊記朗讀劇 ～Alive～（2019年9月28日、29日）－清一色／三鄉市文化會館大廳

## 腳註

## 外部連結
- 東京俳優生活協同組合公式官網的聲優簡介 （页面存档备份，存于） （日語）